# Герхард II фон Ротенек
Гебхард II фон Ротенек (на немски: Gebhard II, Graf von Rotteneck/Rotenegg; † ок. 12 октомври 1279) от род Абенсберг от Бавария е граф на Ротенек/Ротенег. Името му фон Ротенек идва от Ротенег в Бавария.
Той е син на Майнхард III фон Абенсберг († 18 март 1237), граф на Ротенек, и съпругата му Агнес фон Ванген († 3 ноември), сестра на Фридрих фон Ванген († 1218), княжески епископ на Триент/Тренто (1207 – 1218), вдовица на граф Хайнрих фон Тирол († 1190/1202), дъщеря на Алберо I фон Ванген-Бургайз. Внук е на граф Алтман I фон Абенсберг († 3 юли 1186 или 1189), фогт на Рор (1183), граф в западен Дунгау.
Брат е на Алберо фон Ротенег, домхер в Пасау, Майнхард III фон Абенсберг-Ротенег († 8 май 1280), на граф Алтман фон Ротенег († 24 декември 1280), провост на Регенсбург (1276), и на сестра фон Абенсберг, омъжена за Алард фон Прайзинг, господар в Алтен-Прайзинг. Полубрат е на граф
Алберт/Адалберт III фон Тирол († ок. 22 юли 1253). Чичо е на Хайнрих фон Ротенек († 26 юли 1296), епископ на Регенсбург (1277 – 1296), който е последен от рода му.

## Деца
Гебхард II фон Ротенек се жени и има дъщеря:
- Аделхайд фон Ротенек († 6 март пр. 1282), омъжена пр. 29 ноември 1259 г. за граф Алберт VI фон Халс, господар на Хайденбург († 5 октомври 1305), син на граф Алрам IV фон Халс († 19 януари 1246).